# Crisoberilo

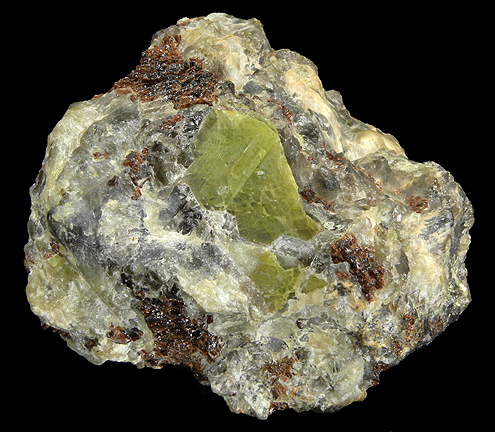
Crisoberilo

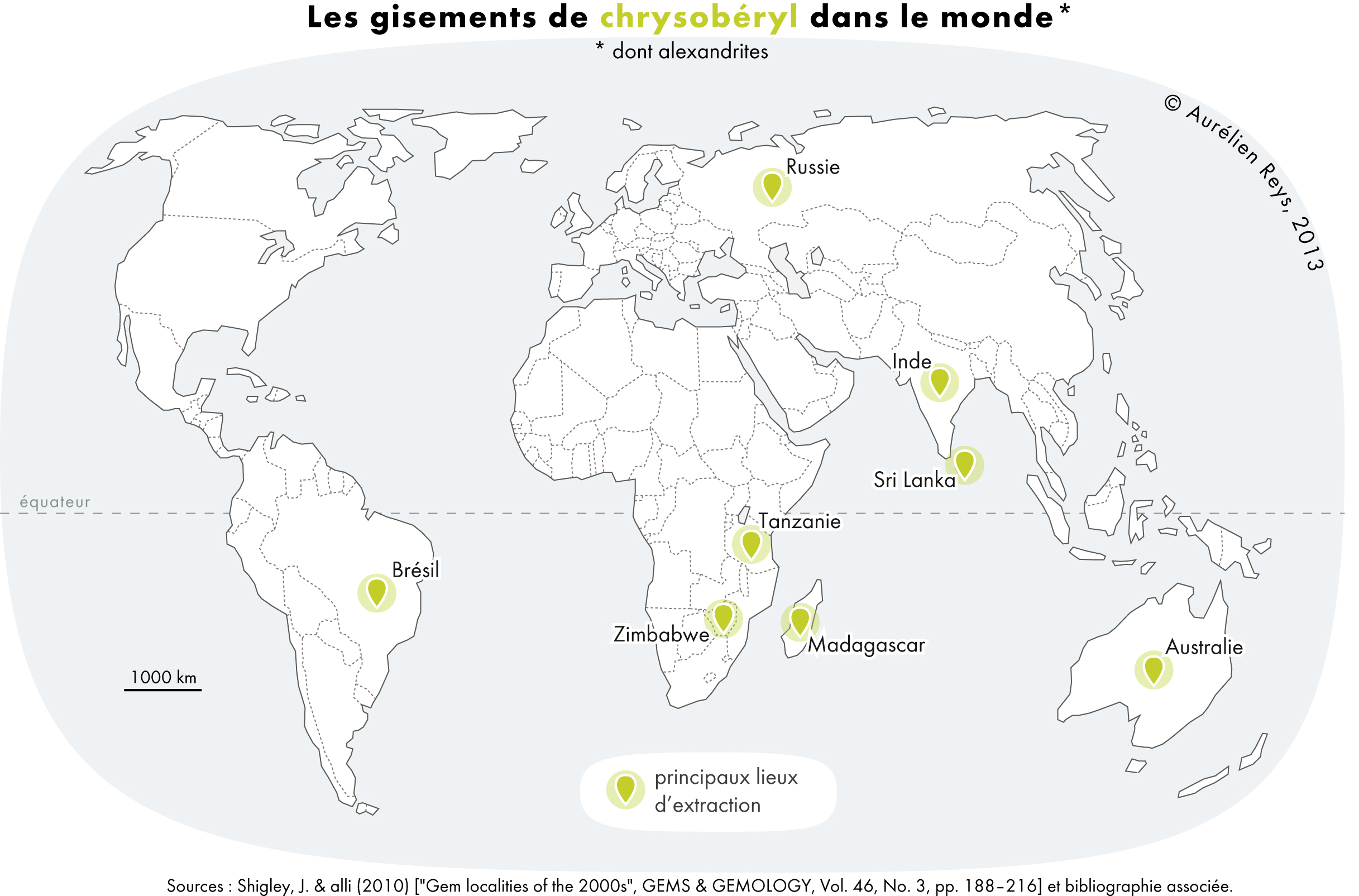
Mapa dos principais países produtores no mundo

O mineral ou gema crisoberilo, diferentemente do berilo, é um aluminato de berílio cuja fórmula é BeAl2O4. O nome crisoberilo é derivado do grego "chrysos" e "beryllos", que significam respectivamente "dourado" e "cristal gema".
Apesar da similaridade de seus nomes, o crisoberilo e berilo são gemas completamente diferentes. O crisoberilo é a terceira pedra preciosa mais dura ficando entre o corindon e o topázio na escala de dureza.
É um óxido de alumínio e berílio cuja composição é 17,9% de BeO e 80,3% de Al2O3 . É um cristal ortorrômbico, com tonalidades de verde, amarelo, vermelho, marrom e raramente azuis; brilho vítreo a resinoso; clivagem geralmente indistinta; fratura concoidal ou ausente; dureza 8,5 e densidade relativa 3,5 – 3,84.
Existem três variedades de crisoberilo: crisoberilo comum, cimófano (olho de gato ou olho de tigre) e a alexandrita.
A alexandrita, de alto valor comercial, é usada como pedra preciosa.